# ری گاربات
ری گاربات (انگلیسی: Ray Garbutt; ۹ مهٔ ۱۹۲۵ – ۲ نوامبر ۱۹۹۴) بازیکن فوتبال بود.
از باشگاه‌هایی که در آن بازی کرده‌است می‌توان به باشگاه فوتبال واتفورد اشاره کرد.